# خط عربات الشام
خط عربات الشام هي الطريق المعبدة والتي شقتها الحكومة العثمانية بين بيروت ودمشق في أواسط القرن التاسع عشر. وبنت محطات توقف للعربات في 17 موقع الذي ساعد في إنشاء مجتمعات مدنية حولها.

## تاريخها
في عام 1857 نالت الشركة الفرنسيّة (شركة طريق الشام العُثمانيّة) امتياز شق طريق دمشق – بيروت. وقد بدأت العمل فيه تحت إشراف المهندس الفرنسي ديمان، الذي أشرف أيضاً على خمس طرق أخرى للعربات في لواء بيروت. وقد بلغ طول الطريق 174 كلم وعرضها 7 أمتار. وتم استخدام عربات تجرها الخيول عرفت باسم الديلي جانس. وقد بدأ العمل به عام 1859 وانتهى عام 1863 واتخذ مسار طريق معبد، وكان تقطع المسافة بثلاث عشرة ساعة. وكانت أعمال الشركة ناجحة، إلى أن تمّ إنشاء الخط الحديدي بين دمشق بيروت.

## محطاته
ومن المحطات التي كان يتوقف فيها : بيروت - الحدث - بعبدا - الجمهور - عاريا - عاليه - بحمدون - صوفر - رأس الجبل - المريجات - الجديدة - المعلقة - البقاع - رياق - الزبداني - الفيجة - دمّر - دمشق.